# Villahegy (mértékegység)
A villahegy egy régies térfogatmértékegység.

## Története
1716-ból eredeztethető, magyar mérték.
A széna és a kötetlen gabona legkisebb egysége.
1 villahegy 1/20-1/30 petrence. Egy villahegynyi szálasanyag tömege 3-5 kg.